# Théodora Comnène (épouse de Bohémond III d'Antioche)
Pour l’article homonyme, voir Théodora Comnène.
Théodora Comnène est une princesse d'Antioche dans la seconde moitié du XIIe siècle par son mariage avec le prince Bohémond III d'Antioche.
Les Lignages d'Outremer, qui la nomment Irène, la disent nièce de Manuel Ier Comnène, empereur byzantin. Les sources plus récentes la nomment Théodora, sans que l'on sache l'origine de cette dénomination. Les anciennes généalogies font d'elle une fille de Jean Comnène, duc de Chypre, et de Maria Taronitissa, mais cette parenté ferait d'elle une belle-sœur du roi Amaury Ier de Jérusalem et une tante du roi Baudouin IV le Lépreux, ce qui n'est pas confirmé par les sources contemporaines, et il n'y a actuellement pas d'autre hypothèse sur les parentés de Théodora.
Son oncle Manuel Comnène la marie entre 1175 et 1177 à Bohémond III, prince d'Antioche, afin de resserrer les liens entre l'empire byzantin et la principauté d'Antioche et de régler la question du patriarcat d'Antioche. En effet, depuis la création de la principauté d'Antioche, le patriarche d'Antioche est un chrétien latin et Manuel souhaitait le retour et l'installation d'un patriarche orthodoxe. Des liens existaient déjà  entre les deux états, car Manuel était déjà marié à Marie d'Antioche, la sœur de Bohémond.
Bohémond III et Théodora sont les parents de :
- Constance, morte jeune ;
- Philippe, mariée à Baudouin Patriarch ;
- Manuel (1176 † 1211).

L'empereur Manuel Comnène meurt en 1180 et Bohémond juge que la position de sa sœur comme régente de l'empire est suffisante pour l'alliance byzantine. Il répudie Théodora entre 1180 et en 1183 se remarie avec sa maîtresse, Sibylle de Burzey, au grand scandale de l'église. Théodora se remarie ensuite avec Gauthier de Béthune, fils du seigneur de Bethsan.

## Sources
- (bg) Cet article est partiellement ou en totalité issu de l’article de Wikipédia en bulgare intitulé « Теодора_Комнина_(Антиохия) » (voir la liste des auteurs).
- René Grousset, Histoire des croisades et du royaume franc de Jérusalem - II. 1131-1187 L'équilibre, Paris, Perrin, 1935 (réimpr. 2006), 1013 p.